# Pellaea × atropurpurea
Pellaea × atropurpurea là một loài dương xỉ trong họ Pteridaceae. Loài này được Link pro. sp. mô tả khoa học đầu tiên năm 1841.
Danh pháp khoa học của loài này chưa được làm sáng tỏ. 